# Nederlanders in het Roemeense voetbal
Nederlanders in het Roemeense voetbal geeft een overzicht van Nederlanders die een contract hebben (gehad) bij Roemeense voetbalclubs.

## Voetballers
| Naam              | Club                  | Van  | Tot   | Opmerkingen |
| ----------------- | --------------------- | ---- | ----- | ----------- |
| Roy Covalenco     | Universitatea Craiova | 2005 | 2006  |             |
| Dominique Kivuvu  | CFR Cluj              | 2010 | 2013  |             |
| Nicandro Breeveld | Astra Giurgiu         | 2010 | 2011  |             |
| Nicandro Breeveld | Jiul Petroșani        | 2011 | 2011  |             |
| Nicandro Breeveld | CS Gaz Metan Mediaș   | 2011 | 2013  |             |
| Nicandro Breeveld | Pandurii Târgu Jiu    | 2013 | 2015  |             |
| Nicandro Breeveld | Steaua Boekarest      | 2014 | 2016  |             |
| Moussa Kalisse    | FCM Târgu Mureș       | 2011 | 2011  | 2 maanden   |
| Jeremy Bokila     | Petrolul Ploiesti     | 2012 | 2013  |             |
| Jordy Buijs       | Pandurii Târgu Jiu    | 2016 | heden |             |

## Hoofdtrainers
| Naam         | Club                  | Van  | Tot  | Opmerkingen |
| ------------ | --------------------- | ---- | ---- | ----------- |
| Rinus Israël | Dinamo Boekarest      | 1991 | 1992 |             |
| Mark Wotte   | Universitatea Craiova | 2010 | 2010 |             |

Voetbalbonden ·
Albanië ·
Angola ·
Armenië ·
Australië ·
Azerbeidzjan ·
Bahrein ·
België ·
Bhutan ·
Bulgarije ·
Canada ·
China ·
Congo-Kinshasa · 
Cyprus ·
Denemarken ·
Duitsland ·
Egypte ·
Engeland ·
Estland ·
Ethiopië ·
Faeröer ·
Filipijnen ·
Finland ·
Frankrijk ·
Georgië ·
Ghana ·
Griekenland ·
Hongarije ·
Hongkong ·
Ierland ·
IJsland ·
Indonesië ·
Iran ·
Israël ·
Italië ·
Japan ·
Kazachstan ·
Koeweit ·
Litouwen ·
 Luxemburg ·
Maleisië ·
Malta ·
Marokko ·
Mexico ·
Namibië ·
Nieuw-Zeeland ·
Noorwegen ·
Oekraïne ·
Oezbekistan ·
Oostenrijk ·
Polen ·
Portugal ·
Qatar ·
Roemenië ·
Rusland ·
Rwanda ·
Saoedi-Arabië ·
Schotland ·
Singapore ·
Slovenië ·
Slowakije ·
Spanje ·
Tanzania ·
Turkije ·
Tuvalu ·
VAE ·
Venezuela ·
Verenigde Staten ·
Vietnam ·
Zimbabwe ·
Zuid-Afrika ·
Zuid-Korea ·
Zweden ·
Zwitserland